# Kreuzlingen
Kreuzlingen – miasto i gmina (Politische Gemeinde) w północno-wschodniej Szwajcarii, w kantonie Turgowia, siedziba administracyjna okręgu (Bezirk) Kreuzlingen. Leży na lewym brzegu Renu, u jego wylotu z Jeziora Bodeńskiego, przy granicy z Niemcami. Jest największym szwajcarskim miastem położonym nad tym jeziorem. Miasto powstało z dawnych gmin Egelshofen, Emmishofen i Kurzrickenbach, połączonych administracyjnie w latach dwudziestych XX wieku. W roku 1874 Egelshofen przemianowano na Kreuzlingen. Aktualnie tworzy jedną aglomerację z położoną po drugiej stronie granicy Konstancjąu.

## Historia
Dzisiejsze miasto powstało na terenie moreny dawnego wielkiego lodowca Renu. Tereny obecnego miasta zasiedlone były już w epoce brązu. Archeolodzy wykopali ponadto monety celtyckie i pozostałości z czasów rzymskich. We wczesnym średniowieczu na terenach tych osiedlili się Alamanowie.
W średniowieczu władzę świecką na terenie obecnego Kreuzlingen sprawowali książęta-biskupi pobliskiej Konstancji. Z roku 830 pochodzi pierwsza pisemna wzmianka na temat wsi Kurzrickenbach (Rihinbah), wchodzącej obecnie w skład miasta. W roku 1125 Ulryk I, biskup Konstancji, założył klasztor augustianów w Egelshofen. Od tego klasztoru, zwanego crucelin, pochodzi obecna nazwa miasta. W XV wieku kanton Thurgau, na terenie którego leży Kreuzlingen, przeszedł we władanie Konfederacji Szwajcarskiej.
Obecne centrum miasta jeszcze w początkach XIX wieku było niezabudowane, pokryte łąkami i uprawami. W roku 1818 powstał pierwszy posterunek graniczny. Regularna żegluga na Jeziorze Bodeńskim od 1824 roku oraz budowa linii kolejowej do Romanshornu w 1871 roku przyczyniły się do ożywienia gospodarczego, tak iż w roku 1874 do Kreuzlingen przeniosły się władze administracyjne regionu. Do wybuchu pierwszej wojny światowej miejscowość ta była jednak mocno związana z sąsiednią, jednak leżącą już w Niemczech Konstancją. Dopiero zamknięcie granicy po wybuchu wojny doprowadziło do gospodarczego usamodzielnienia miasta.
Również w latach drugiej wojny światowej granica między niemiecką Konstancją a szwajcarskim Kreuzlingen była zamknięta, zaś w roku 1942 zabezpieczono ją wysokim płotem, mającym uniemożliwić przekroczenie granicy uciekinierom politycznym z Niemiec hitlerowskich - do dzisiaj nazywanym przez miejscowych "żydowskim płotem".
Prawa miejskie Kreuzlingen uzyskało w roku 1947.

## Demografia
W Kreuzlingen mieszka 22 521 osób. W 2021 roku 55,4% populacji gminy stanowiły osoby urodzone poza Szwajcarią. Należy do szwajcarskich miast z najwyższym odsetkiem obcokrajowców.

## Współpraca
Miejscowości partnerskie:
- Cisternino, Włochy
- Wolfach, Niemcy

## Transport
Przez teren miasta przebiegają autostrada A7 oraz drogi główne nr 1, nr 13 i nr 470.
W mieście znajduje się stacja kolejowa Kreuzlingen.